# TVST
TVST, sigle pour Télévision sous-titrée, est une chaîne de télévision généraliste entièrement sous-titrée à destination des sourds et des malentendants lancée le 19 novembre 2001 en exclusivité sur Canalsat, elle cesse d'émettre fin mars 2002.

## Historique
TVST est lancée le 19 novembre 2001 après un mois de bande annonce auto-promotionnelle en Free to air sur Astra 1 a 19.2°E et des reports de lancement à plusieurs reprises, mais la chaîne sera finalement cryptée avec un abonnement annuel de 1 080 FRF par an (90 FRF par mois, soit 14 euros mensuels) ou une option seule à 75 FRF puis 11,50 € chez Canalsat avec bouquet ou 14 € pour TVST seule sans bouquet.

### Vers la fin de la chaîne (février-avril 2002)
Après de lourdes difficultés et surtout face au tout petit nombre d'abonnés (Canalsatellite en dénombre 700 en janvier 2001, et 984 au 12 mars 2002) contre les 40 000 abonnés attendus en 15 mois qui sont le minimum pour assurer sa survie, les actionnaires jettent l'éponge et la chaîne est placée en liquidation judiciaire dès la mi-mars, liquidation prononcée le 31 mars 2002, ce qui confirme finalement les rumeurs au vu des multiples rediffusions constatées sur la chaîne. TVST cesse ses émissions sur le canal 139 de Canalsatellite à peine deux heures après le verdict et affiche le message suivant sur son site web et le minitel : 

« Nous vous remercions de votre confiance, mais nous avons le regret de vous annoncer l'arrêt de TVST le 31 mars 2002. Contactez Canal Satellite pour arrêter ou modifier votre abonnement. L'équipe TVST. »

TVST cesse également la transmission satellite le 4 avril 2002, ce qui marque l’arrêt total de la première chaîne en Europe entièrement sous-titrée qui n'aura même pas vécu 6 mois.

## Sous-titrage
La chaîne diffuse 100 % de ses programmes en sous-titres français (y compris la publicité, et la météo), ce qui est une première européenne dans ce domaine.
Il y a deux modes de sous-titrage : 
- mode incrust : sous-titrage classique, visible par tous les téléspectateurs sans dispositif particulier ;
- mode Ceefax : accessible aux seuls téléspectateurs équipés pour cette réception spécifique.

## Raisons de l’arrêt non déterminées
Si la chaîne a été placée en liquidation judiciaire, il reste encore quelques raisons non déterminées cachées par le président-fondateur de la chaîne (J.P Broux) qui a rejeté la faute sur les cablo-opérateurs qui ont refusé de la reprendre, comme le budget initial de 2,3 millions d'euros qui se serait vidé instantanément alors que les programmes sont mis à disposition de TVST gratuitement par les ayants droit et les autres chaînes,,.